# Sankt Gallen (capital)
Sankt Gallen - francès: Saint-Gall; italià: San Gallo; en romanx: Son Gagl - és la capital del cantó de Sankt Gallen, a Suïssa. Fundada, segons la llegenda pel monjo irlandès Gal en el segle vii l'any 612. Hi té la seu la Universitat de Sankt Gallen (Universität St. Gallen, en alemany) creada el 1898 considerada com una de les millors universitats d'alemany, a més de tenir un reconeixement mundial pel que fa a les ciències econòmiques. L'Abadia de Sankt Gallen, fundada el 719, forma part del Patrimoni Mundial de la Humanitat des del 1983. La població és majoritàriament germanòfona i catòlica.

## Fills il·lustres
- Raffaele D'Alessandro (1911-1959) organista i compositor.
- Heinrich Rohrer (1933 - 2013) físic, Premi Nobel de Física de l'any 1986.
- Josef Schildknecht (1861-1899), compositor musical.

## Geografia
Té una població de 76.931 habitants permanents a finals de 2022. És la vuitena ciutat de Suïssa en població i representa el centre de la Suïssa oriental. L'economia de la ciutat, lligada històricament al sector tèxtil, es basa principalment en el sector terciari, de serveis. Limita al nord amb les comunes de Gaiserwald, Wittenbach i Mörschwil, a l'est amb Untereggen, Eggersriet i Speicher, al sud amb Teufen, Stein i Herisau, i a l'oest amb Gossau
Amb una altitud de d'entre 496 i 1074m, Sankt Gallen és una de les ciutats més altes de Suïssa. És a la zona dels Alps, entre dos turons paral·lels (Rosenblerg i Freudenberg) prop del Llac de Constança. Gran part de la ciutat es troba en un sòl de torbera inestable per això molts edificis estan construïts sobre pilons de fusta.
Té un clima de muntanya. L'any 2023 va assolir una temperatura mitjana de 10,2 °C i una precipitació total de 1.682 litres, amb el màxim de pluja entre juny i agost.